# Nathalie Quintane
Nathalie Quintane, née le 8 mars 1964 à Paris, est une poétesse , écrivaine et enseignante française.

## Repères biographiques
Nathalie Quintane enseigne le français dans un collège de Digne.
En 1993, elle rencontre Stéphane Bérard et Christophe Tarkos à Marseille. Ils fondent RR — une revue sous forme d'une feuille A3 photocopiée — qui parodie les textes et les mœurs de la poésie contemporaine.
Elle est l'actrice principale des films de Stéphane Bérard (Mortinsteinck, 1998).

## Évolution littéraire
Ses six premiers livres, publiés entre 1997 et 2001, sont constitués d'un assemblage ou montage de phrases, proses courtes ou fragments de récits, qui portent un regard personnel sur des lieux communs (Jeanne Darc, P.O.L, 1999 ; Saint-Tropez, P.O.L, 2001) ou des genres littéraires, savants ou populaires, eux-mêmes lieux communs de la littérature ou du commerce, comme la « poésie du quotidien » (Remarques, Cheyne, 1997 ; Chaussure, P.O.L, 1997), l'autobiographie (Début, P.O.L, 1999), les livres associés à la sortie d'un film (Mortinsteinck, 1999). On y reconnaît l'influence d'écrivains « autoréflexifs » comme Diderot ou Thomas de Quincey, et de la poésie critique d'Isidore Ducasse et de Francis Ponge.
Les livres de Quintane publiés à partir de 2003 (Formage, Antonia Bellivetti, Cavale, tous chez P.O.L), en conservant une construction fragmentée, non linéaire, semblent mettre en scène un arbitraire de l'intrigue (dans Cavale, on passe de la Californie à la Picardie sans explication) et des personnages (des rencontres de hasard sans psychologie particulière). Cependant, autant qu'une critique du roman réaliste, cet arbitraire pourrait renvoyer à la férocité de l'Histoire et des injustices sociales, thème récurrent depuis le début de l'œuvre (cf. en particulier Jeanne Darc, Une Américaine, deuxième partie de Saint-Tropez, Formage, Cavale et Grand Ensemble, écrit en 2002 et publié en 2008 chez P.O.L).
Elle a contribué à la redécouverte de l'œuvre de Raymond Federman en France.

### L'époque des revues
Nathalie Quintane s'inscrit d'abord dans le champ littéraire français à travers ses publications en revues. Cette époque, pour Quintane, est celle de catégorisations par défaut : elle accepte l'étiquette de poète comme elle accepte d'être invitée avec les autres poètes de manière circonstancielle : 
Quant à mon classement en poésie, il vient de ce que j'ai rencontré des poètes et publié d'abord dans des revues de poésie, qui étaient des organes militants, pour lesquels la poésie est une cause, avant d'être un genre commode […] Peut-être que s'ils avaient été architectes, j'aurais fait de l'architecture, et que s'ils avaient été garagistes j'aurais fait de la mécanique. Cela dit, j'ai toujours eu du mal à comprendre comment des programmes, des revues, des individus aussi forts, pouvaient se contenter d'un terme aussi faiblard aujourd'hui que « poésie ».

### Remarques, un «quiproquo»
En 1997, Nathalie Quintane publie son premier ouvrage, Remarques, aux éditions Cheyne. Si Alain Farah parle d'un quiproquo, c'est que cette maison d'édition lui apparaît comme étant « conservatrice » et que Quintane au contraire apparaît comme une autrice largement engagée à l'extrême gauche et en faveur du renouveau poétique[source insuffisante].

## Engagement militant
Elle est une collaboratrice occasionnelle du site de la gauche radicale Lundi matin.
Le 24 novembre 2015, plusieurs intellectuels français publient dans Libération une tribune appelant à manifester le 29 novembre à Paris malgré l'interdiction. Parmi les signataires figurent Frédéric Lordon, Pierre Alferi, Hugues Jallon, Éric Hazan, Ivan Segré, Nathalie Quintane, Serge Quadruppani, François Cusset.
En mai 2018, Nathalie Quintane est signataire d'une pétition en collaboration avec des personnalités issues du monde de la culture pour boycotter la saison culturelle croisée « France-Israël », qui selon l'objet de la pétition sert de « vitrine » à l'État d'Israël au détriment du peuple palestinien.

## Œuvres
- Remarques 1 : En voiture, Cahiers de Nuit, 1994
- Remarques, Cheyne, 1997  (ISBN 2-84116-011-4)
- Chaussure, P.O.L, 1997  (ISBN 2-86744-562-0)
- Jeanne Darc, P.O.L, 1998  (ISBN 2-86744-610-4)
- Début, P.O.L, 1999  (ISBN 2-86744-678-3)
- Mortinsteinck, P.O.L, 1999  (ISBN 2-86744-729-1)
- Saint-Tropez - Une Américaine, P.O.L, 2001  (ISBN 2-86744-817-4)
- Formage, P.O.L, 2003  (ISBN 2-86744-940-5)
- Les Quasi-Monténégrins, P.O.L, 2003  (ISBN 2-86744-939-1)
- Antonia Bellivetti, P.O.L, 2004  (ISBN 2-84682-026-0)
- L'Année de l'Algérie, Inventaire-Invention, 2004  (ISBN 2-914412-38-X)
- Cavale, P.O.L, 2006  (ISBN 2-84682-135-6)
- Une oreille de chien, Éditions du Chemin de fer, 2007
- Grand ensemble, P.O.L, 2008  (ISBN 978-2-84682-217-6)
- Un embarras de pensée, éditions Argol, 2008  (ISBN 978-2-915978-34-6)
- Tomates, P.O.L, 2010  (ISBN 978-2-8180-0622-1) ; Points poésies, 2015.
- « Astronomiques assertions », dans Toi aussi tu as des armes - Poésie et politique, ouvrage collectif, Paris, La Fabrique éditions, 2012, 202 p.  (ISBN 978-2-35872-025-0)
- Crâne chaud, P.O.L, 2012  (ISBN 978-2-8180-1685-5)
- Descente de médiums, P.O.L, 2014  (ISBN 978-2-8180-2026-5)
- Les Années 10, La fabrique éditions, 2014  (ISBN 978-235872-051-9)
- Writing the Real: A Bilingual Anthology of Contemporary French Poetry (traducteur Macgregor Card), 2016. Enitharmon Press
- Que faire des classes moyennes ?, Paris, P.O.L, 2016, 112 p. (ISBN 978-2-8180-4100-0)
- Ultra-Proust : Une lecture de Proust, Baudelaire, Nerval, Paris, La Fabrique, 2018, 180 p. (ISBN 978-2-35872-161-5)
- Un œil en moins, Paris, P.O.L, 2018, 400 p. (ISBN 978-2-8180-4219-9)
- Les enfants vont bien, Paris, P.O.L, 2019, 240 p. (ISBN 978-2-8180-4883-2)
- Tranquillo, Nanni, ne faremo un'altra, dans Chaosmogonie de Nanni Balestrini, Éditions la Tempête, 2020  (ISBN 979-1-09451-214-2)
- Un hamster à l'école, Paris, La Fabrique éditions, 2021
- J'adore apprendre plein de choses, Éditions Hourra, 2021, 144 p. (ISBN 978-2-491297-01-5)
- La Cavalière, Paris, P.O.L, 2021, 158 p.  (ISBN 978-2-8180-5389-8)
- Club Bizarre, avec Stéphane Bérard, éditions Pli, 2023, 70 p.  (ISBN 978-2-9567305-6-9)
- Tout va bien se passer, Paris, P.O.L, 2023, 224 p.[14]  (ISBN 978-2-8180-5896-1)
- « Beaucoup d'intentions, assez peu de crimes », dans Contre la littérature politique, ouvrage collectif, Paris, La Fabrique éditions, 2024,162 p.  (ISBN 978-2-3587-2272-8)
- Chemoule, un chat français, P.O.L, 2025, 128 p. (ISBN 978-2-8180-6397-2)